# Panna z přísahy

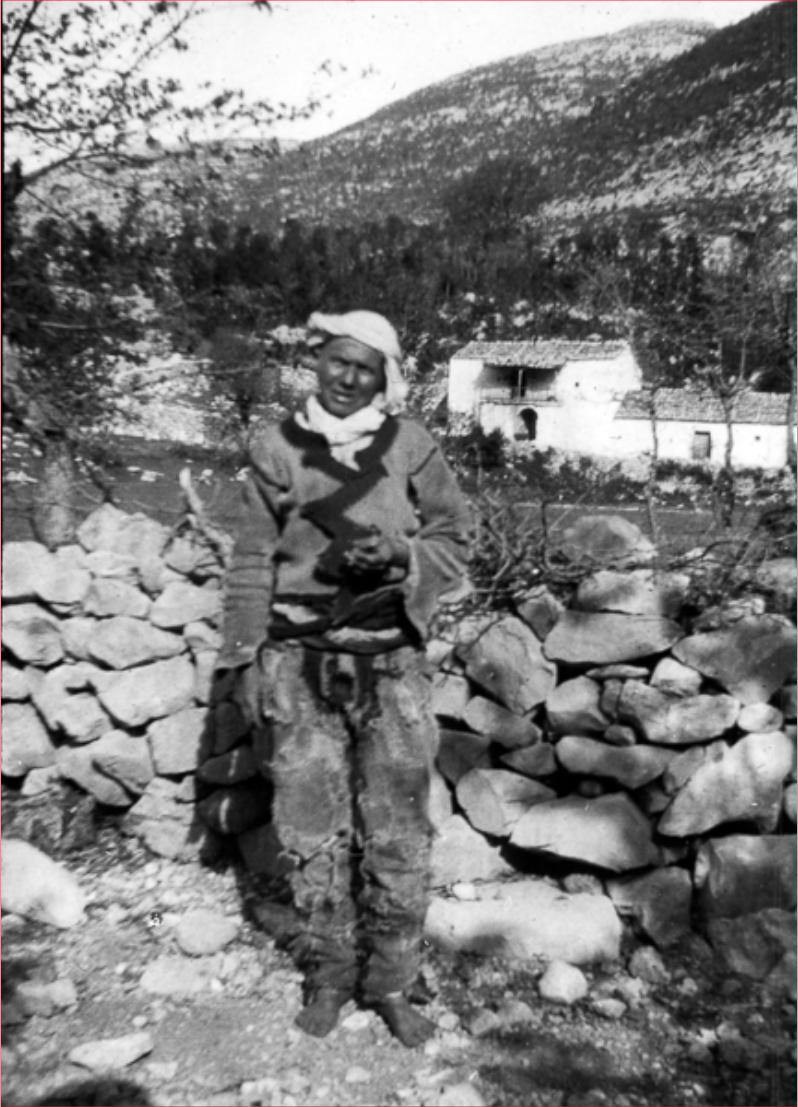
Žena žijící jako panna z přísahy (Albánie, před 1909), foto Edith Durham

Panna z přísahy (albánsky burrnesha / virgjinesha) je označení pro ženu, která doživotně přijme mužskou roli, přičemž se zároveň zaváže k celibátu. K této transformaci rolí dochází již od středověku na Balkáně, zejména v severní Albánii, v Černé Hoře a Kosovu i na některých ostrovech v Dalmácii. S rostoucím zrovnoprávněním žen a mužů a s vymizením nucených sňatků počet panen z přísahy výrazně poklesl. Zbývají jich pravděpodobně již jen desítky.

## Přijetí mužské role

### Podmínky
Aby byly ženy do budoucna považovány za muže, musejí složit příslušný nevratný slib. Před 12 svědky při něm přísahají, že budou doživotně dodržovat celibát.
Poté se začnou věnovat mužským pracím a povinnostem. Začnou o sobě mluvit v mužském rodě a jako muži musejí také vypadat: ostříhají si vlasy a opustí tradiční ženské oblečení – sukni, zástěru, halenu a šátek, a začnou nosit kalhoty, košili a klobouk. Na ruce mohou mít hodinky. Mohou kouřit a chodit do hospod. Proměna v muže bývá velmi věrná, o ženské minulosti těchto mužů často nic netuší ani lidé z okolí.

### Motivy
K převzetí mužské role ženy vedly (ve většině případů donutily) dva hlavní motivy:
- v potomstvu rodiny chyběla mužská či vůdčí osobnost. Buďto se v ní narodily samé dcery, nebo synové zemřeli či byli zabiti (často se tak stalo v rámci krevní msty[1]), anebo se syn neukázal jako vhodný vůdce rodiny.[2] Pak se pannou z přísahy stávala obvykle nejmladší dcera.
- dívku čekal dohodnutý sňatek, který si nepřála. Stát se pannou z přísahy znamenalo jedinou možnost, jak se takovému sňatku vyhnout, a přitom neposkvrnit čest rodiny, což by jinak mohlo vyvolat krevní mstu. Vůle rodiny ovšem bývala často silnější než vzdor dcery.[2]

Stát se pannou z přísahy však překvapivě mohlo být v tradiční albánské společnosti i svobodným rozhodnutím ženy. Pak k tomuto rozhodnutí mohla vést:
- touha získat mužskou svobodu a práva (dědická práva, právo nosit zbraň, právo dohadovat svatby)[2]
- možnost, často ovšem také nutnost, cestovat (prodávat výpěstky na trhu, chodit na pastviny pro dobytek). Samotným ženám zákoník Kanun cestování zakazoval.[2]
- přitažlivost mužského světa, absence pocitu ženství

## Vymírající tradice
Ve velmi tradiční albánské společnosti, kde měly ženy historicky podstatně horší postavení než muži, tak panny z přísahy získávaly proti jiným ženám řadu výhod, byť za cenu celibátu. Se zvyšující se rovnoprávností žen a mužů, přístupem dívek ke studiu a s vymizením nucených sňatků tato tradice vymírá.
„V době mého mládí byly ženy asi ve stejném postavení jako třeba zvířata. Dnes je ale situace jiná, ženy mají větší práva. Narodit se dnes, určitě bych nic takového neudělala,“ uvedla Pashe Keqi, která mužskou roli přijala počátkem 50. let 20. století, když jí bylo 18 let. Později jí chyběl vztah s mužem. Kdyby si však nějakého našla, byl by jejich vztah nahlížen jako homosexuální, a tedy nepřijatelný.
Některé jiné ženy svého rozhodnutí ale nikdy nelitovaly. Nové panny z přísahy však nepřibývají – v Albánii jich zbývají asi dvě desítky, v Černé Hoře jediná.

## V umění
Srbský režisér Srdjan Karanović natočil v roce 1991 o této tradici hraný film Virdžina.